# 한앤컴퍼니
한앤컴퍼니(영어: Hahn & Company)는 대한민국의 사모펀드(PEF) 운용사로, 약칭은 한앤코(Hahn & Co.)이다.
2023년 금융감독원 통계 기준, 펀드 약정액 13조 6052억원으로 한국 PEF 운용사 가운데 가장 규모가 크다.
모건스탠리 PE 아시아 최고투자책임자(CIO) 등을 지낸 한상원 대표가 2010년 설립했다. 소니(SONY) 코리아의 대표이사였던 윤여을 회장이 이후 합류했다. 한상원 대표는 투자 업무를, 윤여을 회장은 포트폴리오 기업 경영 업무를 맡는 것으로 알려졌다.

## 주요 연혁
- 2010년 5월: 한앤컴퍼니 설립
- 2012년 7월: 약 8200억원 규모의 1호 펀드 등록
- 2014년 12월: 약 2조 1000억원 규모의 2호 펀드 등록
- 2014년 7월: 한진해운 벌크전용선 사업부문을 인수해 에이치라인해운 설립[3]
- 2015년 7월: 세계 2위 자동차 열 관리 전문 기업인 한라비스테온공조(현 한온시스템) 약 3조 9000억원에 인수[4]
- 2016년 2월: 현대상선 벌크전용선 사업부문을 인수해 에이치라인해운에 합병
- 2016년 4월: 국내 최대 종합 시멘트 제조업체인 쌍용양회(현 쌍용C&E) 인수[5]
- 2017년 7월: 현대중공업그룹으로부터 호텔현대(현 라한호텔) 인수[6]
- 2018년 12월: 국내 1위 웨트 벌크(Wet Bulk) 해운업체인 SK해운 인수[7]
- 2019년 10월: 약 3조 8000억원 규모의 3호 펀드 등록
- 2020년 2월: SK케미칼 바이오에너지 사업부(현 SK에코프라임) 약 4000억원에 인수[8]
- 2020년 8월: 대한항공 기내식 및 기내 면세품 사업부(현 대한항공씨앤디서비스) 약 1조원에 인수[9]
- 2021년 5월: 남양유업 인수 추진[10]
- 2021년 10월: 투자회사 케이카, 국내 유가증권시장 상장[11]
- 2022년 6월: SKC 산업소재 사업부(현 SK마이크로웍스) 약 1조 6000억원에 인수[12]
- 2022년 7월: 아시아 최대 규모의 단일 기업 컨티뉴에이션 펀드 조성 및 약 2조원 규모로 쌍용C&E 인수[13]
- 2023년 10월: 국내 1위 레이저 미용의료기기 업체인 루트로닉 인수[14]
- 2023년 12월: SK에코프라임 매각 완료[15]
- 2024년 1월: 남양유업 인수 완료[16]
- 2024년 2월: 국내 선도 반도체용 부품 제조업인 SK엔펄스 파인세라믹스 사업부(현 솔믹스) 인수[17]
- 2024년 2월: 글로벌 선도 레이저 미용의료기기 업체인 사이노슈어 인수[18]
- 2024년 7월: 약 4조 7000억원 규모의 4호 펀드 조성[19]
- 2024년 12월: 혈액제재 전문기업 SK플라즈마에 약 1500억원 투자로 2대 주주 등극[20]
- 2025년 3월: 특수가스 글로벌 1위 기업인 SK스페셜티 지분 85% 약 2조 6000억원에 인수[21]
- 2025년 4월: 첨단 반도체 소재 기업인 SK엔펄스 CMP패드 사업부 약 3,300억 원에 인수[22]

## 현재 포트폴리오 기업
- 엔펄스주식회사(前 SK엔펄스 CMP패드 사업부)
- SK스페셜티
- SK플라즈마
- 남양유업
- 솔믹스(前 SK엔펄스 파인세라믹 사업부
- 루트로닉
  - 사이노슈어
- SK마이크로웍스(前 SKC 산업소재사업부)
- 대한항공씨앤디서비스
  - 마이셰프
- SK해운
- 케이카(前 SK엔카 직영부문)
- 라한호텔(前 호텔현대)[23]
- SK디앤디 / SK이터닉스
- 쌍용C&E
- 한온시스템(前 한라비스테온공조)
- 에이치라인해운(前 한진해운 벌크사업부문, 현대상선 벌크사업부문)
- 코아비스

## 과거 포트폴리오 기업
- 코웰이홀딩스 (2011~2015)
- 엔서치마케팅 (2014~2016)
  - 메이블
- 웅진식품 (2013~2018)
  - 대영식품
  - 동부팜가야
- SK에코프라임 (2020~2023)